# 触角沟鰕虎鱼
触角沟鰕虎鱼（学名：Oxyurichthys tentacularis）为背眼鰕虎科沟鰕虎鱼属的鱼类。分布于印度洋北部沿岸至太平洋中部美拉尼西亚以及中国南海、台湾海峡等海域。该物种的模式产地在爪哇。